# فريزر بارك (كاليفورنيا)
فريزر بارك (بالإنجليزية: Frazier Park CDP, California) هي منطقة سكنية تقع بولاية كاليفورنيا في الولايات المتحدة. تبلغ مساحتها 13.120 كم2، وترتفع عن سطح البحر 1414 م، بلغ عدد سكانها 2,691 نسمة في عام 2010 حسب إحصاء مكتب تعداد الولايات المتحدة وتصل الكثافة السكانية فيها 205.1 نسمة لكل كيلومتر مربع (531.2/ميل2).

## التركيبة السكانية
حدّد مكتب تعداد الولايات المتحدة بيانات التركيبة السكانية لفريزر بارك في تعداد الولايات المتحدة. فيما يلي البيانات السكانية وفقًا لتعدادي عام 2000 و2010.

### تعداد عام 2000
بلغ عدد سكان فريزر بارك 2,348 نسمة بحسب تعداد عام 2000، وبلغ عدد الأسر 922 أسرة وعدد العائلات 601 عائلة مقيمة في المنطقة السكنية. في حين سجلت الكثافة السكانية 179 نسمة لكل كيلومتر مربع (463.6/ميل2). وبلغ عدد الوحدات السكنية 1,203 وحدة بمتوسط كثافة قدره 91.7 لكل كيلومتر مربع (237.5/ميل2).
وتوزع التركيب العرقي للمنطقة السكنية بنسبة 87.52% من البيض و0.60% من الأمريكيين الأفارقة و1.45% من الأمريكيين الأصليين و0.81% من الأمريكيين ذوي الأصول الآسيوية و0.38% من سكان جزر المحيط الهادئ و5.49% من الأعراق الأخرى و3.75% من عرقين مختلطين أو أكثر و12.44% من الهسبانيون أو اللاتينيون من أي عرق.
بلغ عدد الأسر 922 أسرة كانت نسبة 38.2% منها لديها أطفال تحت سن الثامنة عشر تعيش معهم، وبلغت نسبة الأزواج القاطنين مع بعضهم البعض 49.1% من أصل المجموع الكلي للأسر، ونسبة 10.5% من الأسر كان لديها معيلات من الإناث دون وجود شريك، بينما كانت نسبة 5.5% من الأسر لديها معيلون من الذكور دون وجود شريكة وكانت نسبة 34.8% من غير العائلات. تألفت نسبة 28.7% من أصل جميع الأسر من عدة أفراد يعيشون في نفس المنزل ونسبة 9.4% كانت تتألف من شخص يعيش بمفرده يبلغ من العمر 65 عاماً أو أكثر. وبلغ متوسط حجم الأسرة المعيشية 2.55، أما متوسط حجم العائلات فبلغ 3.20.
بلغ العمر الوسطي للسكان 37.6 عاماً. وكانت نسبة 29.2% من القاطنين تحت سن الثامنة عشر، وكانت نسبة 7.4% بين الثامنة عشر والرابعة والعشرين عاماً، ونسبة 27.8% كانت واقعةً في الفئة العمرية ما بين الخامسة والعشرين والرابعة والأربعين عاماً، ونسبة 25.9% كانت ما بين الخامسة والأربعين والرابعة والستين، ونسبة 9.7% كانت ضمن فئة الخامسة والستين عاماً فما فوق. يوجد لكل 100 أنثى 101.5 ذكر، ويوجد لكل 100 أنثى في الثامنة عشر من عمرها فما فوق 97.7 ذكر.
بلغ متوسط دخل الأسرة في المنطقة السكنية 40,721 دولارًا، أما متوسط دخل العائلة فبلغ 46,857 دولارًا. وكان متوسط دخل الذكور 45,536 دولارًا مقابل 27,333 دولارًا للإناث. وسجل دخل الفرد الخاص بالمنطقة السكنية 19,302 دولارًا. وكانت نسبة 11% من العائلات ونسبة 12.4% من السكان تحت خط الفقر، وكان من هؤلاء نسبة 21.8% تحت سن الثامنة عشر ونسبة 5.2% في الخامسة والستين من العمر وما فوق.

### تعداد عام 2010
بلغ عدد سكان فريزر بارك 2,691 نسمة بحسب تعداد عام 2010، وبلغ عدد الأسر 1,086 أسرة وعدد العائلات 672 عائلة مقيمة في المنطقة السكنية. في حين سجلت الكثافة السكانية 205.1 نسمة لكل كيلومتر مربع (531.2/ميل2). وبلغ عدد الوحدات السكنية 1,354 وحدة بمتوسط كثافة قدره 103.2 لكل كيلومتر مربع (267.3/ميل2).
وتوزع التركيب العرقي للمنطقة السكنية بنسبة 85.36% من البيض و0.59% من الأمريكيين الأفارقة و1.15% من الأمريكيين الأصليين و0.82% من الأمريكيين ذوي الأصول الآسيوية و0.11% من سكان جزر المحيط الهادئ و7.88% من الأعراق الأخرى و4.09% من عرقين مختلطين أو أكثر و19.62% من الهسبانيون أو اللاتينيون من أي عرق.
بلغ عدد الأسر 1,086 أسرة كانت نسبة 31.5% منها لديها أطفال تحت سن الثامنة عشر تعيش معهم، وبلغت نسبة الأزواج القاطنين مع بعضهم البعض 44.8% من أصل المجموع الكلي للأسر، ونسبة 10.7% من الأسر كان لديها معيلات من الإناث دون وجود شريك، بينما كانت نسبة 6.4% من الأسر لديها معيلون من الذكور دون وجود شريكة وكانت نسبة 38.1% من غير العائلات. تألفت نسبة 28.7% من أصل جميع الأسر من عدة أفراد يعيشون في نفس المنزل ونسبة 8.9% كانت تتألف من شخص يعيش بمفرده يبلغ من العمر 65 عاماً أو أكثر. وبلغ متوسط حجم الأسرة المعيشية 2.48، أما متوسط حجم العائلات فبلغ 3.08.
بلغ العمر الوسطي للسكان 40.4 عاماً. وكانت نسبة 23.9% من القاطنين تحت سن الثامنة عشر، وكانت نسبة 9% بين الثامنة عشر والرابعة والعشرين عاماً، ونسبة 22.9% كانت واقعةً في الفئة العمرية ما بين الخامسة والعشرين والرابعة والأربعين عاماً، ونسبة 32.5% كانت ما بين الخامسة والأربعين والرابعة والستين، ونسبة 11.7% كانت ضمن فئة الخامسة والستين عاماً فما فوق. وتوزع التركيب الجنسي للسكان بنسبة 50.2% ذكور و49.8% إناث.